# Halsteds kloster

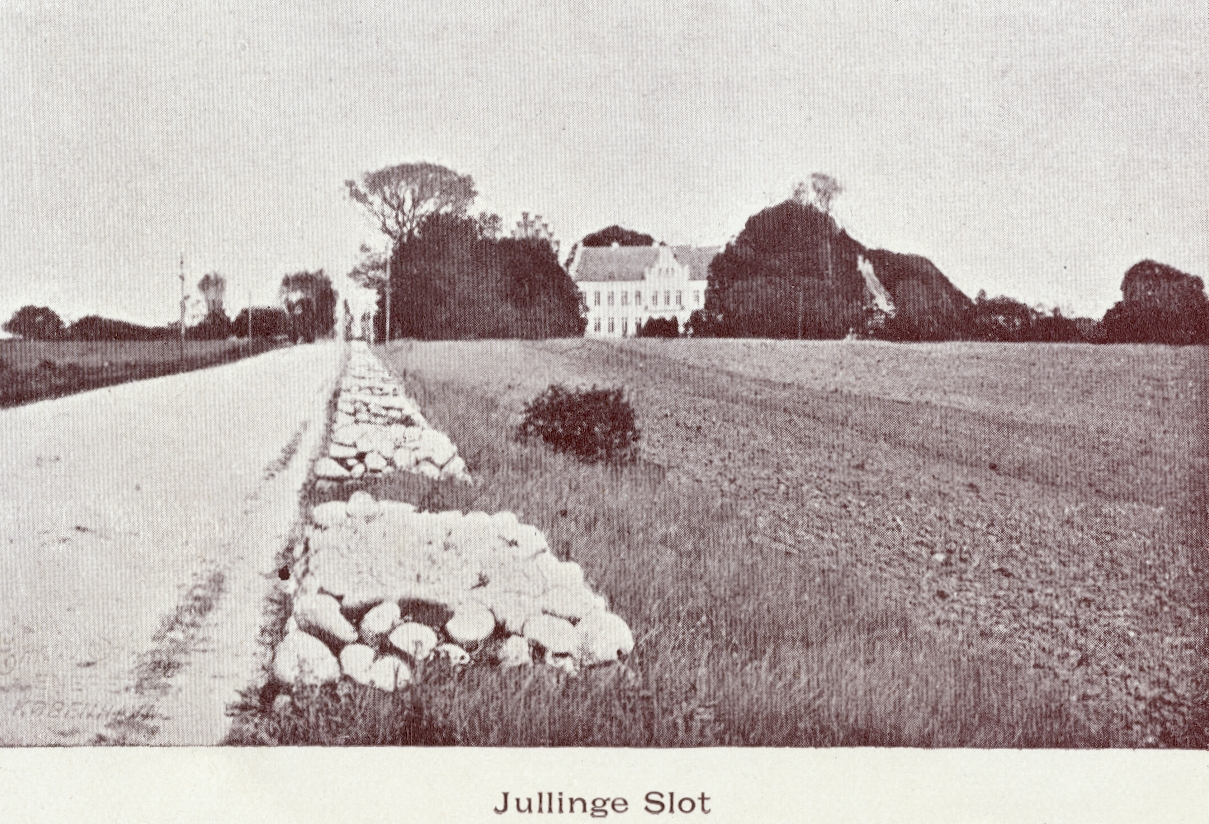
Vykort av Juellinge slott från 1900-talets början.

Halsteds kloster (danska: Halsted Kloster) var ett kloster på ön Lolland, sex kilometer nordöst om staden Nakskov. Efter att ha varit kloster har det bland annat tjänat som en herrgård och kallades mellan 1721 och 1922 för Juellinge.
Halsted var ett munkkloster av benediktinerorden. Platsen, som då kallades Kongelev omtalas 1231 och klostret 1305. Det invigdes åt det engelska helgonet Sankt Samson, lydde troligen under klostret i Ringsted, blev 1510 bränt av lybeckarna och sekulariserades 1538. Åren 1721-1921 utgjorde Juellinge baroni inom ätten Juel.
Juellinge är även känt för fyra gravar från tiden 150-250 e. Kr. som undersöktes 1909. Gravarna är flatmarksgravar med obrända lik och rikt gravgods. Bland detta märks romerska kärl i glas och brons.